# مصنع أشباه الموصلات

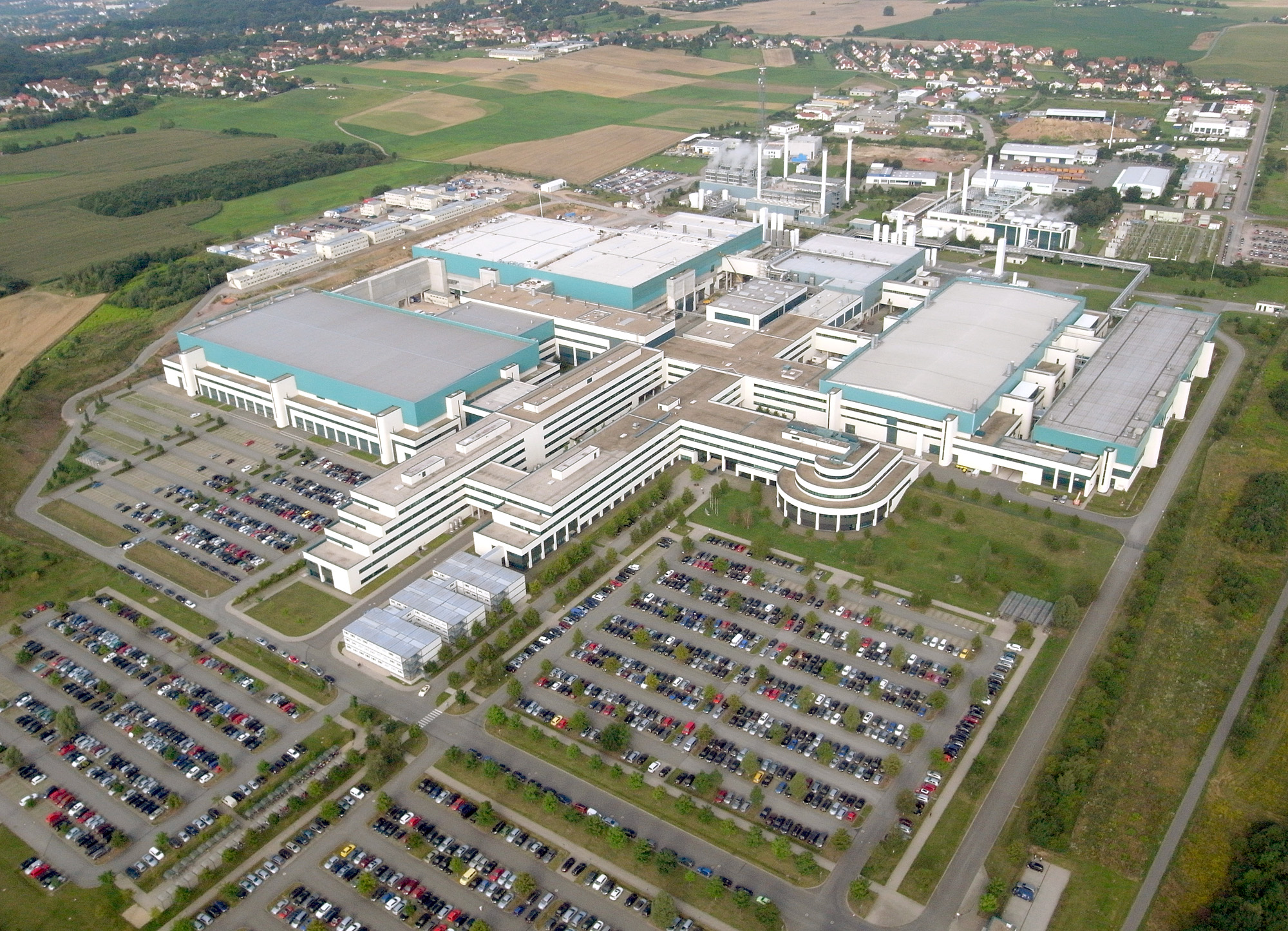
مصنع جلوبال فاوندريز، مسبك رقم 1 في دريسدن، ألمانيا. تحتوي المباني المستطيلة الكبيرة على غرف نظيفة كبيرة.

في صناعة الإلكترونيات الدقيقة، يعد مصنع أشباه الموصلات، أو كما يُسمى أيضًا مسبك، مصنعاً يتم فيه تصنيع الدوائر المتكاملة (ICs).
تتم جميع عمليات التصنيع في الغرفة النظيفة وتحتوي على الآلات اللازمة لإنتاج الدوائر المتكاملة مثل المتدرج والطابعات الضوئية وآلات النقش/الحفر والتنظيف والتطعيم. كل هذه الأجهزة دقيقة جدًا وبالتالي فهي باهظة الثمن للغاية.
أسعار المعدات اللازمة لتجهيز إنتاج عملية 300 ن.م (نانومتر) للرقائق، تتراوح لما يزيد عن 4 ملايين دولار أمريكي لكُلاً منها مع وصول أسعار بعض المعدات إلى 340 مليون دولار أمريكي (على سبيل المثال، أجهزة طباعة الأشعة فوق البنفسجية الفائقة EUV ). يحتوي المصنع النموذجي على عِدة مئات من المعدات. تتطلب صناعة أشباه الموصلات العديد من الأجهزة الباهظة الثمن. وتشير التقديرات إلى أن تكلفة بناء مصنع جديد تتجاوز مليار دولار أميركي، مع العلم أن القيم التي قد تصل إلى 3-4 مليارات دولار ليست نادرة. على سبيل المثال، استثمرت شركة TSMC التيوانية مبلغ 9.3 مليار دولار في مصنعها (المسبك 15- Fab15) في تايوان. وتشير تقديرات الشركة نفسها إلى أن مصنعها المستقبلي قد يكلف 20 مليار دولار.
نشأ نموذج المسبك في تسعينيات القرن العشرين: حيث كانت الشركات التي تمتلك مسابك تُنتج تصميماتها الخاصة تُعرف باسم شركات تصنيع الدوائر المتكاملة (IDMs). الشركات التي استعانت بمصادر خارجية لتصنيع تصاميمها أطلق عليها اسم شركات أشباه الموصلات بدون مسبك. أما المسابك التي لم تقم بإنشاء تصميماتها الخاصة بل تقوم بتصنيع تصميمات الشركات الأخرى فقط فتُسمى بمسابك أشباه الموصلات النقية.
في الغرفة النظيفة، يتم التحكم في البيئة للتخلص من كل الغبار، حيث أن حتى ذرة واحدة يمكن أن تدمر الدائرة المصغرة، التي تحتوي على تفاصيلة في مقياس النانو أصغر بكثير من جزيئات الغبار. يجب أيضًا أن تكون الغرفة النظيفة مقاومة للاهتزازات لتمكين آلات الطباعة الضوئية للطباعة في نطاق النانو ويجب الحفاظ عليها ضمن نطاقات ضيقة من درجة الحرارة والرطوبة. يمكن تحقيق التحكم في الاهتزاز باستخدام أساس عميق في أساسات الغرفة النظيفة والتي تُثبِت الغرفة النظيفة في باطن الأرض، والاختيار الدقيق لموقع البناء، و/أو استخدام مخمدات الاهتزاز. يعد التحكم في درجة الحرارة والرطوبة أمرًا بالغ الأهمية لتقليل الكهرباء الساكنة. يمكن أيضًا استخدام مصادر تفريغ الهالي لتقليل الكهرباء الساكنة.
غالبًا ما يتم إنشاء المصنع بالطريقة التالية (من الأعلى إلى الأسفل): السقف، الذي قد يحتوي على معدات معالجة الهواء التي تسحب الهواء الخارجي وتنقيه وتبريده، ومجمع هواء لتوزيع الهواء على العديد من وحدات تصفية الهواء المروحية المثبتة على الأرض، والتي تعد أيضًا جزءًا من سقف الغرفة النظيفة، والغرفة النظيفة نفسها، والتي قد تحتوي أو لا تحتوي على أكثر من طابق واحد،  ومجمع الهواء العائد، ومجمع فرعي نظيف والذي قد يحتوي على معدات دعم آلات الغرفة النظيفة مثل أنظمة توصيل المواد الكيميائية والتنقية وإعادة التدوير والتصريف، والطابق الأرضي الذي قد يحتوي على معدات كهربائية. غالبًا ما تحتوي المسابك أيضًا على بعض المساحات المكتبية.

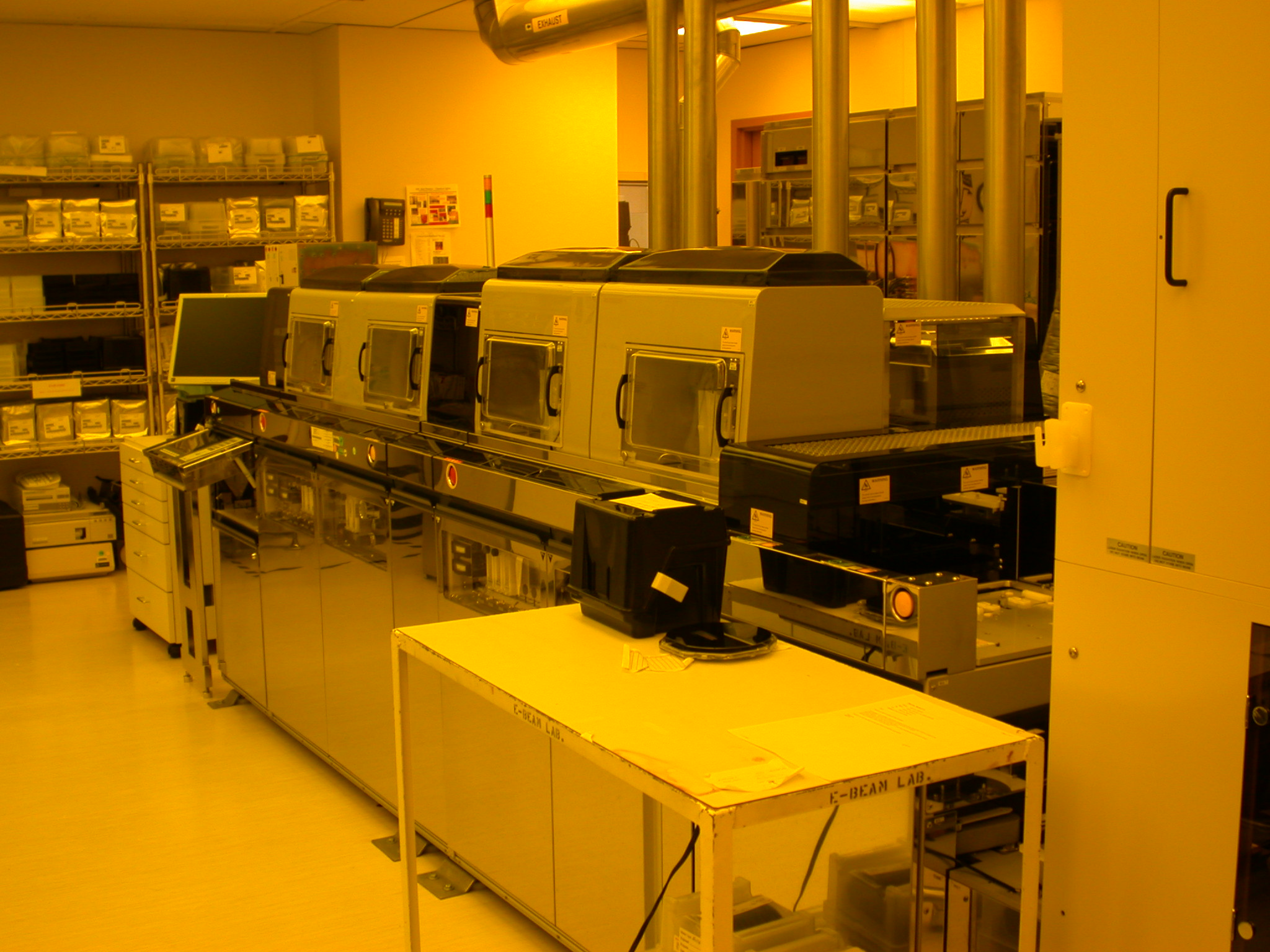
آلات الطباعة الضوئية ويظهر فيه مكان وضع الشريحة الرقيقة وكذلك مصدر الضوء الذي يبعث أشعة فوق بنفسجية بطول موجي عند 365 نانومتر. الضوء الأصفر لمنع الرقائق من التفاعل مع الضوء في نطاق 200-500 ن.م.

## تاريخ
عادة ما تتطلب تكنولوجيا تصنيع الرقائق المتقدمة إنشاء مسابك جديدة تمامًا. في الماضي، لم تكن المعدات اللازمة لتجهيز المصنع باهظة الثمن وكان هناك عدد كبير من المصانع صغيرة الحجم التي تنتج الرقائق بكميات صغيرة. ولكن ارتفعت تكلفة المعدات الحديثة منذ ذلك الحين إلى الحد الذي قد يصل فيه سعر المصنع/المسبك الواحد الجديد إلى عِدة مليارات من الدولارات.
من بين الآثار الجانبية الأخرى للتكلفة هو التحدي المتمثل في الاستفادة من المصانع القديمة. بالنسبة للعديد من الشركات، تعد هذه المصانع القديمة مفيدة لإنتاج تصميمات لأسواق فريدة، مثل المعالجات المُضمنة، وذاكرة الومضية (فلاش) ، وأجهزة التحكم الدقيقة. ومع ذلك، بالنسبة للشركات التي لديها خطوط إنتاج أكثر محدودية، فمن الأفضل في كثير من الأحيان إما استئجار المصنع، أو إغلاقه بالكامل. ويرجع ذلك إلى أن تكلفة تحديث المسبك الموجود بالفعل دوائر بتكنولوجيا أحدث إلى تجاوز تكلفة إنشلء مصنع جديد بالكامل.
هناك اتجاه لإنتاج رقائق (ويفر) أكبر حجمًا من أي وقت مضى، حتى يتم تنفيذ كل خطوة من خطوات عملية الانتاج على عدد متزايد من الرقائق في وقت واحد. الهدف هو توزيع تكاليف الإنتاج (المواد الكيميائية، وقت التصنيع) على عدد أكبر من الرقائق القابلة للبيع. من المستحيل (أو على الأقل من غير العملي) تجهيز الآلات للتعامل مع رقائق أكبر حجمًا. ولكن هذا لا يعني أن المصانع التي تستخدم رقائق أصغر حجماً قد عفا عليها الزمن بالضرورة؛ فالمصانع القديمة قد تكون أقل تكلفة في التشغيل، ولديها إنتاجية أعلى للرقائق البسيطة ولا تزال منتجة.
هناك جهد كبير لأتمتة إنتاج شرائح أشباه الموصلات بالكامل من بداية خط الأنتاج إلى النهاية. يُشار إلى هذا غالبًا باسم مفهوم "المسابك المظلمة"، أي التى لا تحتاج أنوار لعدم وجود بشر بها.

## قراءة إضافية
- "مصنعو الرقائق الإلكترونية يراقبون نفاياتهم"، وول ستريت جورنال ، 19 يوليو/تموز 2007، ص.ب3